# Геминиан Моденский
Геминиан Моденский (лат. Geminianus; умер около 396 года) — второй епископ города Модена, христианский святой. Память — 31 января.
В честь Геминиана назван итальянский город Сан-Джиминьяно, покровителем которого он почитается.

## Жизнеописание
Родился в знатной семье, служил диаконом при первом епископе Модены Антонии. После его смерти был избран его преемником на кафедре. В период епископства Геминиана в Модене произошло широкое принятие христианства населением, языческие храмы были обращены в христианские. Геминиан, вероятно, участвовал в церковном соборе 390 года под председательством Амвросия Медиоланского, на котором была осуждена ересь Иовиниана.
Почитание святого Геминиана известно с V века — над его могилой в Модене была построена первая церковь, перестроенная затем в VIII веке. 30 апреля 1106 года мощи святого были перенесены в новый кафедральный собор Модены папой Пасхалием II. В 1184 году мощи святого освидетельствовал папа Луций III.
В 1955 году мощи Геминиана были освидетельствоаны повторно, признаны подлиными вместе с саркофагом, относимым к IV веку.
В память об избавлении от гуннов, приписываемому святому Геминиану, итальянское поселение Сильвия в V веке было переименовано в Сан-Джиминьяно.